# 이나다촌 (교토부)
이나다촌(일본어: 稲田村)은 일본 교토부 소라쿠군에 설치되었던 촌이다.